# Nereu Ramos
Nereu de Oliveira Ramos ([neˈrew dʒi oliˈvejrɐ ˈʁɐ̃mus]; 3. září 1888 – 16. června 1958) byl brazilský politik. Sloužil jako viceprezident své země v letech 1946–1951. Na přelomu let 1955 a 1956 byl krátce prezidentem v době politické krize po sebevraždě prezidenta Vargase. Zemřel při letecké nehodě.